# Heidy Rodríguez
Pour les articles homonymes, voir Rodríguez.
Née le 9 mai 1981, Heidy Rodríguez est une karatéka dominicaine connue pour avoir remporté la médaille d'or en kumite individuel féminin moins de 53 kilos aux championnats panaméricains de karaté 2005 et en moins de 60 kilos aux Jeux Panaméricains 2007.

## Résultats
| Résultat      | Date            | Épreuve                   | Catégorie | Compétition                     | Ville hôte                 |
| ------------- | --------------- | ------------------------- | --------- | ------------------------------- | -------------------------- |
| Médaille d'or | Mai 2005        | Kumite individuel - 53 kg | Seniors   | Championnats panaméricains 2005 | Buenos Aires, en Argentine |
| Médaille d'or | 27 juillet 2007 | Kumite individuel - 60 kg | Seniors   | Jeux panaméricains 2007         | Rio de Janeiro, au Brésil  |